# 루이 들뤼크상
루이 들뤼크상(프랑스어: Prix Louis-Delluc, 영어: Louis Delluc Prize)은 프랑스의 영화상이다. 영화 저널리스트 "루이 들뤼크"를 기리기 위해 만들었다. 프랑스 영화제작자들이 만든 작품들이 수상 대상이다.